# Risk (film 2016)
Risk è un documentario del 2016 diretto da Laura Poitras sul fondatore di WikiLeaks Julian Assange. È stato proiettato per la prima volta durante il Festival di Cannes 2016.